# 天主教塔尔萨教区
天主教塔爾薩教區（拉丁語：Diocesis Tulsensis）是美國一個羅馬天主教教區，屬俄克拉何馬城總教區。成立於1972年12月13日。
範圍包括奧克拉荷馬州東部三十一縣，教座位於塔爾薩。2010年有教友60,795人（佔全州人口3.5%）、七十六個堂區、一百零三名司鐸。現任教區主教為愛德華·斯拉特瑞。